# Schafporlingsverwandte
Die Schafporlingsverwandten (Albatrellaceae) sind eine Pilzfamilie aus der Ordnung der Täublingsartigen (Russulales). Neben porlingsartigen Gattungen zählen heute auch resupinate und trüffelartige Arten dazu. Die Sporen werden entweder in Röhren oder bei den trüffelartigen in einer Gleba gebildet. Sowohl die Gewebe, als auch die Sporen können amyloid oder inamyloid sein. Sphaerozysten kommen niemals vor. Alle Vertreter sind Ektomycorrhizapilze. Es wird aber vermutet, dass zumindest einige Arten auch fakultativ saprophytisch sind. Die Typusgattung ist Albatrellus Gray (Schafporlinge).

## Beschreibung
Die Albatrellaceae sind eine von mindestens zwölf Abstammungslinien innerhalb der Ordnung der Täublingsartigen (Russulales). Neben der Typgattung Albatrellus (Schafporlinge) enthält die Abstammungslinie auch resupinat porige Arten, wie den Mykorrhiza-Byssusporling (Byssoporia terrestris) sowie trüffelartige Pilze. Zu den trüffelartigen Vertretern innerhalb der Familie der Schafporlingsverwandten zählen die Wabentrüffel (Leucogaster), die Weißvenentrüffel (Leucophleps), sowie die ebenfalls trüffelartige, nordamerikanische Gattung Mycolevis. Auch die Pilze der porlingsartigen, nordamerikanischen Gattung Polyporoletus gehören zum Verwandtschaftskreis. Diese haben korkig-zähe Fruchtkörper und einen kurzen, mehr oder weniger exzentrischen Stiel. Die kurze Röhrenschicht ist fest mit dem Hut verwachsen und nicht abtrennbar.
Wie fast alle Hauptäste innerhalb des Russulales-Stammbaums haben auch die Schafporlingsverwandten resupinate Vertreter. Einen ersten Hinweis auf eine Verwandtschaft zwischen den Schafporlingen und den Byssusporling (Byssoporia) stellte Bruns 1998 fest, als er die LSU Gene der Mitochondrien molekularbiologisch untersuchte. Dieses Ergebnis wurde durch spätere Arbeiten bestätigt. Zuvor war der Byssusporling den Filzrindenpilzen (Byssocorticium) zugeordnet worden, die alle eine rein saprophytische Lebensweise haben und zur Familie der Gewebehautverwandten (Atheliaceae) gehören.
Innerhalb der Schafporlingsverwandten ist die Sporenmorphologie das wichtigste Merkmal. Die Sporen von Leucophleps (Weißvenentrüffel) und Mycolevis sind dornig, wobei die Dornen in ein amyloides Gel eingebettet sind. Bei Leucogaster sind die Sporen wabenartig und in einen perisporalen Sack eingeschlossen. Auch bei Polyporoletus sind die elliptischen hyalinen Sporen doppelwandig und erscheinen leicht rau oder kurzwarzig. Die Doppelwand ist durch Säulen oder Zwischenwände partitioniert. Nur die Vertreter der Typusgattung fallen hier aus den Rahmen, da bei ihnen die Sporen keine zusätzliche Schicht oder Hülle haben. Außerdem haben einige Schafporlinge inamyloide Sporen, was in der Ordnung der Täublingsartigen sonst nur noch bei ausnahmsweise vorkommt.

## Ökologie
Alle Arten der Familie scheinen Ektomykorrhizapilze zu sein. Möglicherweise können sie sich aber auch ebenso saprophytisch ernähren.

## Systematik

25S-RNA Minimum Evolution-Stammbaum von Allbatrellaceae. Die Schafporlingsverwandten (Allbatrellaceae) sind eine Familie innerhalb der Täublingsverwandten. Der Stammbaum wurde mit dem MEGA 5.2-Programm erstellt. Alle rDNA-Sequenzen stammen von der GenBank. Der Bootstraptest wurde mit 1000 Wiederholungen durchgeführt. Exidia glandulosa strain EL3-99 dient als Outgroup. Alle weiteren Informationen werden in der Bildbeschreibung angegeben.

Die Schafporlingsverwandten (Albatrellaceae) wurden 1966 durch den tschechischen Mykologen Zdeněk Pouzar beschrieben, der die Familie noch in die Ordnung Polyporales stellte.
Die Familie der Schafporlingsverwandten hat interessanterweise viele Gemeinsamkeiten mit den Täublingsverwandten. Bei beiden Familien gibt es Gattungen, deren Fruchtkörper in Hut und Stiel gegliedert sind, Außerdem lebt zumindest die überwiegende Mehrzahl der Arten als Mykorrhizapilz in Symbiose mit Pflanzen. Darüber hinaus findet man in beiden Familien neben Hutpilzen auch trüffelartige und resuspinate Arten. Allerdings zeigen diese Gemeinsamkeiten keine nähere phylogenetische Verwandtschaft zwischen beiden Familien, sondern sind das Ergebnis konvergente Entwicklung. Der gemeinsame Vorläufer aller Täublingsartigen war wohl ein Pilz mit resupinaten Fruchtkörper und einer saprotrophen Lebensweise. Daraus haben sich dann möglicherweise zunächst resupinate Ektomykorrhizapilze entwickelt, die sich dann zu Hutpilzen und schließlich zu trüffelartigen Bauchpilzen entwickelt haben.
Einige morphologische Ähnlichkeiten gibt es auch mit Hericium und Lentinellus. Albatrellus und Hericium haben ein monomitisches Hyphensystem und Gloeozystiden/gloeoplere Hyphen, die sich mit Sulfobenzaldehyd anfärben lassen. Außerdem hat Albatrellus im Fleisch amyloide Hyphen, ein Merkmal, das man so auch bei Hericium und Lentinellus findet.
Auf der anderen Seite haben die Schafporlinge eine große Ähnlichkeit zu Vertretern aus der Polyporus-Verwandtschaft. Albatrellus syringae und Albatrellus peckianus, die früher zu den Schafporlingen gehörten, werden heute aufgrund der molekularbiologischen Ergebnisse in eine eigene Gattung Xanthoporus gestellt. Auch die Vertreter aus der Gattung Jahnoporus gehören zur Polyporus Verwandtschaft.
Der Ziegenfuß-Porling ist zwar mit den Vertretern der Gattung Albatrellus verwandt, wird aber heute in die eigenständige Gattung Scutiger gestellt.

## Gattungen
Folgende Gattungen zählen zur Familie der Schafporlingsverwandten:
| Foto | Artname                                    | Beschreibung |
| ---- | ------------------------------------------ | --- |
|      | Schafporlinge Albatrellus Gray 1821        | Das Bild zeigt Albatrellus ovinus, die Typusart der Gattung. Die Pilze sind in Hut und Stiel gegliedert und haben eine porige Fruchtschicht. |
|      | Byssusporlinge Byssoporia Lars. & Zak 1978 | Der Byssusporling ist eine resupinate, poroide Art. |
|      | Fevansia Trappe & Castellano 2000          | Fevansia beinhaltet nur die einzige Art Fevansia aurantiaca. |
|      | Haarstielporlinge Jahnoporus Nuss 1980     | Jahnoporus hat Fruchtkörper mit Hut und Stiel. Molekularbiologische Untersuchungen der 18S ribosomalen RNA-Gene haben aber gezeigt, dass die Gattung in die Polyporales-Verwandtschaft gehört. Zu Arten aus der Familie der Schafporlingsverwandten oder der Ordnung der Täublingsartigen besteht keine nähere Verwandtschaft. |
|      | Wabentrüffel Leucogaster R. Hesse 1889     | Leucogaster rubescens ist ein nordamerikanischer Vertreter der Gattung. Die Pilze haben einen trüffelartigen Fruchtkörper, dessen Gleba eine mehr oder weniger deutlich wabenartige Struktur hat. |
|      | Weißvenentrüffel Leucophleps Harkn. 1899   | Leucophleps spinospora ist ein Vertreter der trüffelartig Gattung. Die Gleba hat eine mehr oder weniger röhrige (venenartige) Struktur. |
|      | Mycolevis A.H. Sm. 1965                    | Eine trüffelartige, nordamerikanische Gattung. |
|      | Polyporoletus Snell 1936                   | Das Bild zeigt Polyporoletus sublividus, einem Vertreter einer in Asien und Nordamerika vorkommenden Gattung. Die Pilze haben korkig-zähe Fruchtkörper, die in einen Hut und Stiel gegliedert sind. |
|      | Ziegenfußporlinge Scutiger Paulet 1812     | Aufgrund seiner morphologischen Ähnlichkeit stand der Ziegenporling früher in der Gattung Albatrellus. Molekularbiologische Daten zeigen aber, dass die Gattung Scutiger ganz an der Basis des Albatrellaceae-Astes steht. |